# Папуда
Папудата (Vigna unguiculata) е вид дребен боб, характерен за семейство Бобови (Fabaceae). В България е известен още като „птичи боб“ или бебриджа.

## Разпространение
Този вид боб е една от най-важните храни сред бобовите култури в полуобезводнените тропици, обхващащи Азия, Африка, Южна Европа и Централна и Южна Америка. Особено популярен е в южна и югоизточна България.
Устойчива на суша и топло време, папудата е добре адаптирана към по-сухите райони на тропиците, където други хранителни бобови растения не виреят добре.

## Описание
Тя има способността да усвоява атмосферния азот чрез своите коренови възли и расте добре в бедни почви с повече от 85% пясък и с по-малко от 0,2 % органично вещество и ниски нива на фосфора. В допълнение растението е устойчиво на сянка, така че може да се отглежда в междуредия от царевица, просо, сорго, захарна тръстика и памук. Това прави бебриджата важен компонент на традиционните многоредови системи, особено в по-сложни и деликатни системи за отглеждане в сухите савани на Черна Африка. В тези системи шумата (изсушените стъбла) на бебриджата е ценен страничен продукт, който се използва като храна за животните.